# Камеяма
Камеяма (яп. 亀山市 Камэяма-си) — город в Японии, находящийся в префектуре Миэ. Площадь города составляет 190,91 км², население — 50 410 человек (1 июня 2014), плотность населения — 264,05 чел./км².

## Географическое положение
Город расположен на острове Хонсю в префектуре Миэ региона Кинки. С ним граничат города Цу, Судзука, Ига, Кока.

## Население
Население города составляет 50 410 человек (1 июня 2014), а плотность — 264,05 чел./км². Изменение численности населения с 1980 по 2005 годы:
| 1980 | 40 578 чел. |  |
| 1985 | 42 810 чел. |  |
| 1990 | 45 045 чел. |  |
| 1995 | 46 128 чел. |  |
| 2000 | 46 606 чел. |  |
| 2005 | 49 253 чел. |  |

## Экономика
В Камеяма расположены завод жидкокристаллических дисплеев компании Sharp, электротехнический завод Furukawa Electric, два завода автокомплектующих F-Tech, завод подшипников J-Tekt Corporation, химические заводы и исследовательский центр Nitto Denko, химический завод Cemedine, завод промышленного оборудования и комплектующих Nippon Kagaku Yakin, гидроэлектростанция. Город славится традиционным производством свечей.

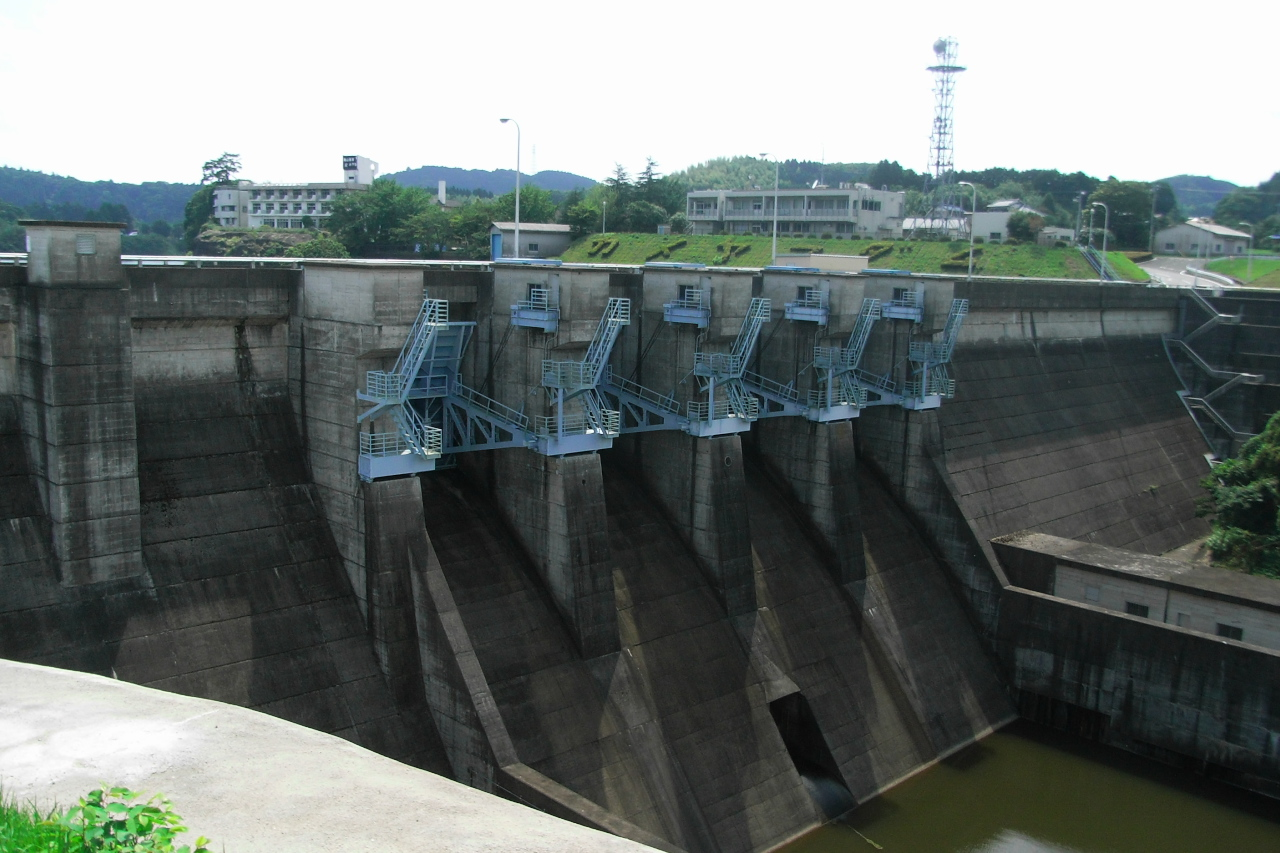
ГЭС Камеяма
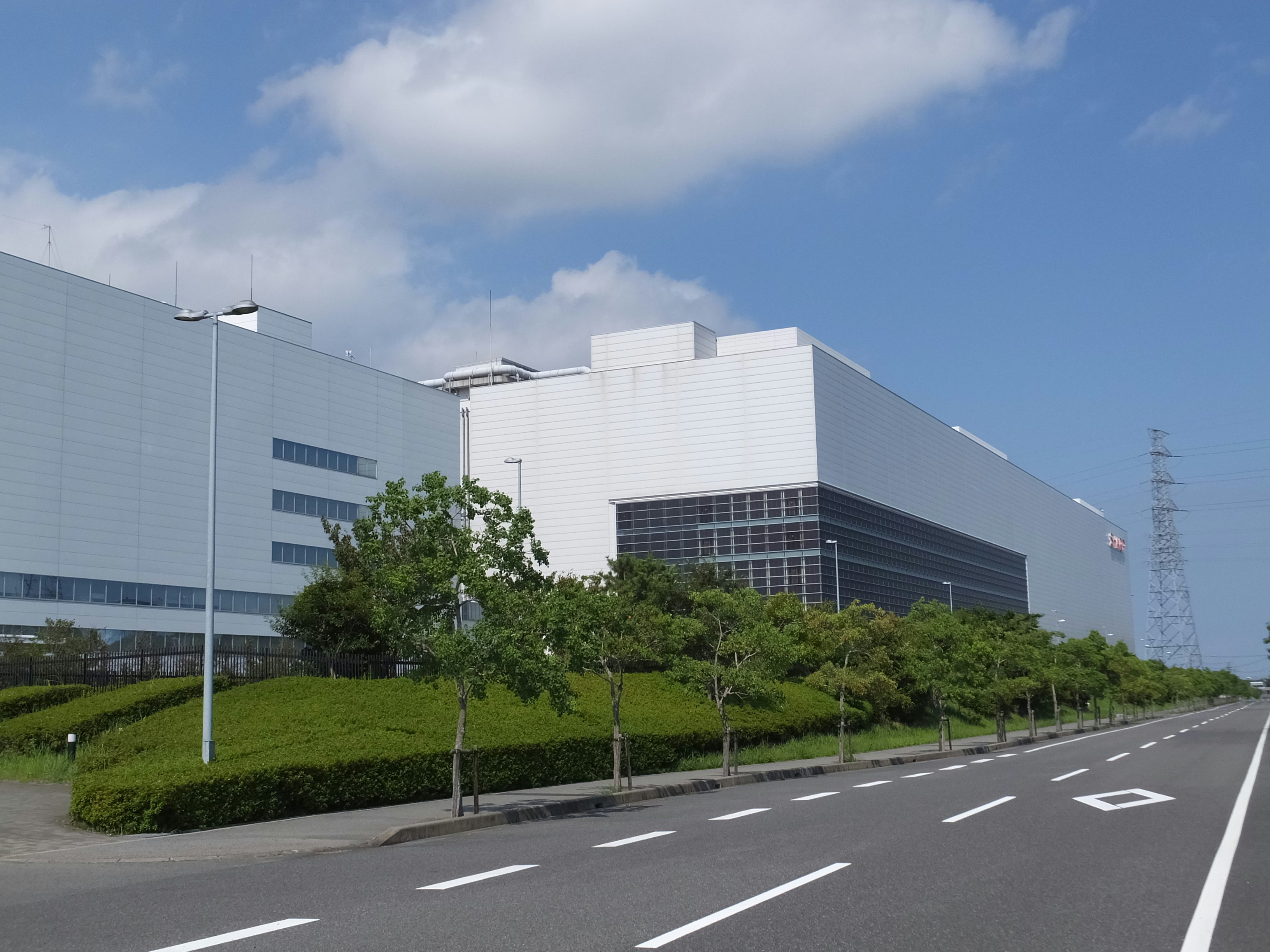
Завод Sharp
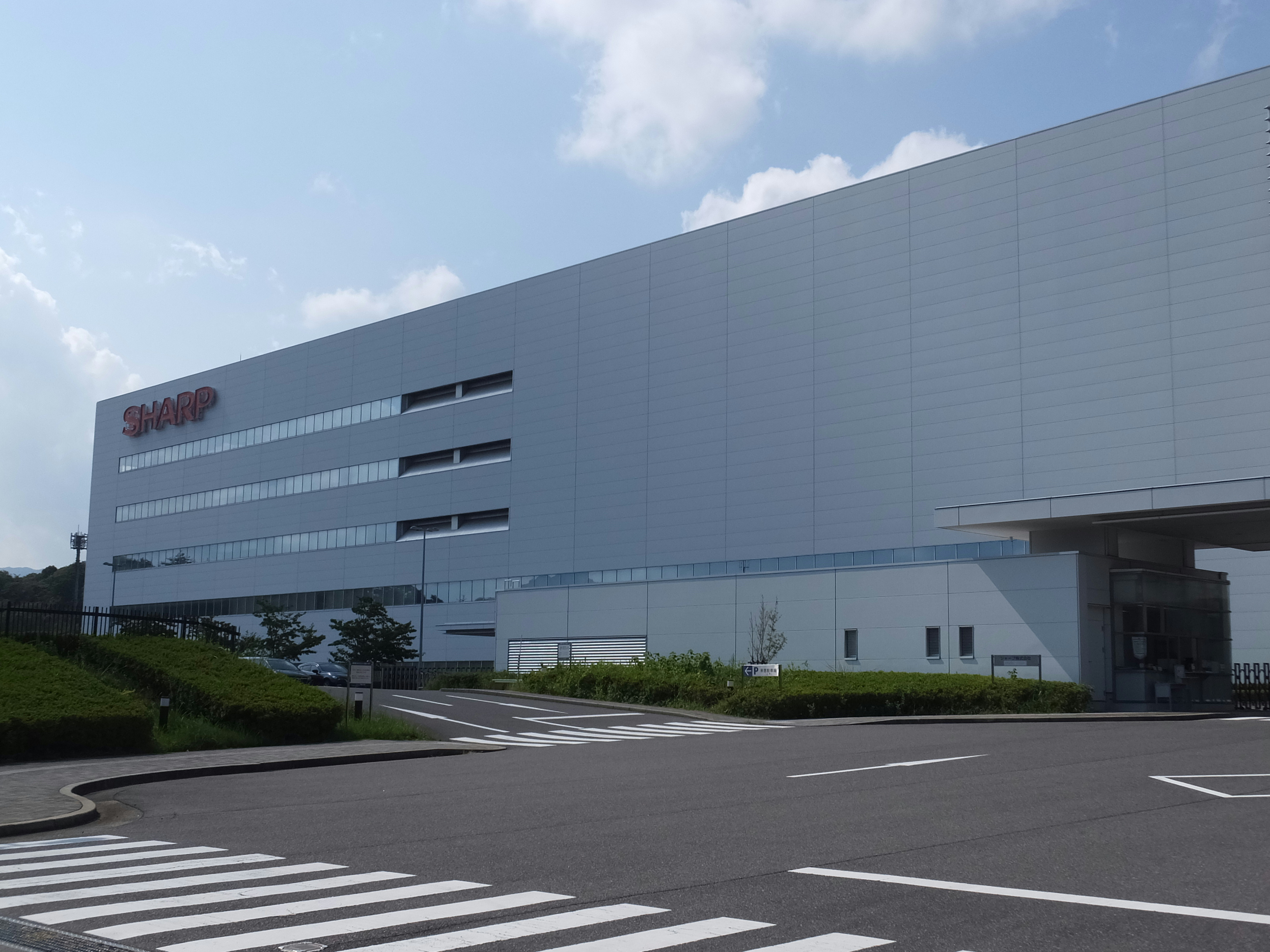
Завод Sharp

## Символика
Деревом города считается криптомерия, цветком — ирис мечевидный.

## Города-побратимы
- Госе, Япония (1998)
- Хабикино, Япония (1998)